# Sheila Vand
Sheila Vand (* 27. April 1985 in Los Angeles, Kalifornien) ist eine US-amerikanische Schauspielerin. Sie ist unter anderem für ihre Rolle im Oscar-nominierten Film Argo und die Rolle in der Serie State of Affairs bekannt.

## Leben
Vand wurde in Los Angeles als Tochter iranischer Eltern geboren. Sie wuchs in Palo Alto auf. Sie schloss ihr Studium an der UCLA School of Theater, Film and Television an der University of California, Los Angeles erfolgreich ab.

## Karriere
Vand hatte ihr Broadway-Debüt 2011. Im darauffolgenden Jahr spielte sie die Rolle der Sarah im Film Argo. 2014 spielte sie die Hauptrolle im feministischen Vampirfilm A Girl Walks Home Alone at Night. Seit 2020 spielt sie die Rolle der Zarah in der Science-Fiction-Serie Snowpiercer.

## Filmografie (Auswahl)
- 2007: Life (Fernsehserie, Folge 1x07)
- 2007–2012: Prom Queen (Webserie, 27 Folgen)
- 2011: Argo
- 2012: NYC 22 (Fernsehserie, Folge 21x11)
- 2013: Cult (Fernsehserie, 2 Folgen)
- 2014: A Girl Walks Home Alone at Night
- 2014: Jimmy Vestvood: Amerikan Hero
- 2014–2015: State of Affairs (Fernsehserie, 13 Folgen)
- 2015: Camino
- 2016: Whiskey Tango Foxtrot
- 2016: Holidays (Segment Mother's Day)
- 2016: Women Who Kill
- 2017: Aardvark
- 2017: 24: Legacy (Fernsehserie, 8 Folgen)
- 2017: XX (Segment The Birthday Party)
- 2017: 68 Kill
- 2018: We the Animals
- 2018: Prospect
- 2018: The OA (Fernsehserie, Folge 2x04)
- 2018: Viper Club
- 2019: Triple Frontier
- 2019: She’s Missing
- 2019: The Wave – Deine Realität ist nur ein Traum (The Wave)
- 2019–2022: Undone (Fernsehserie, 7 Folgen)
- 2020: Tod im Strandhaus (The Rental)
- 2020–2022: Snowpiercer (Fernsehserie, 28 Folgen)
- 2021: The Fall of the House of Usher
- 2021: Land of Dreams